# یاکوب آلتمیر
یاکوب آلتمیر (انگلیسی: Jakob Altmaier) یک سیاست‌مدار اهل آلمان بود. 